# Falciot horus
El falciot horus (Apus horus) és una espècie d'ocell de la família dels apòdids (Apodidae) que habita el camp obert, criant dins de forats a talusos de sorra de Nigèria, nord de Camerun, República del Congo, República Democràtica del Congo, est del Sudan i Etiòpia cap al sud localment fins Ruanda, Burundi, Uganda, Kenya, Tanzània, Zàmbia, Malawi, Moçambic, sud d'Angola, nord-est de Namíbia, nord i est de Botswana, Zimbàbue i est de Sud-àfrica. 	